# 네토치카 네즈바노바
《네토치카 네즈바노바》는 러시아의 소설가 표도르 도스토옙스키의 미완성 장편 소설이다. 1849년 1월과 2월에 잡지 《조국 수기》에 실려 처음으로 출판되었으나 작가의 체포로 연재가 중단되었고 끝내 완성되지 못했다.

## 배경
도스토옙스키는 첫 작품 《가난한 사람들》로 평론가 비사리온 벨린스키의 격찬을 받으며 등단했으나 이후 집필한 작품 《분신》은 벨린스키와 니콜라이 네크라소프의 혹평을 받게 되었다. 이후 그는 새로운 소설을 구상하여 명성을 회복하고자 본 작품을 구상했으며, 이는 그의 형제 미하일에게 보낸 편지에서 존재가 드러난다.
Я теперь завален работою и к 5-му числу генваря обязался поставить Краевскому 1-ю часть романа «Неточка Незванова», о публикации которой ты уже, верно, прочел в «Отечеств<енных> записках».
저는 지금 일에 쫒기고 있으며 1월 5일까지 크라옙스키에게 《네토치카 네즈바노바》의 첫 부분을 전달하기로 했습니다. 이 소설의 출판에 대해선 이미 《조국 수기》에서 읽어보셨을 겁니다.1846년 12월 17일 도스토옙스키가 형 미하일에게 보낸 편지

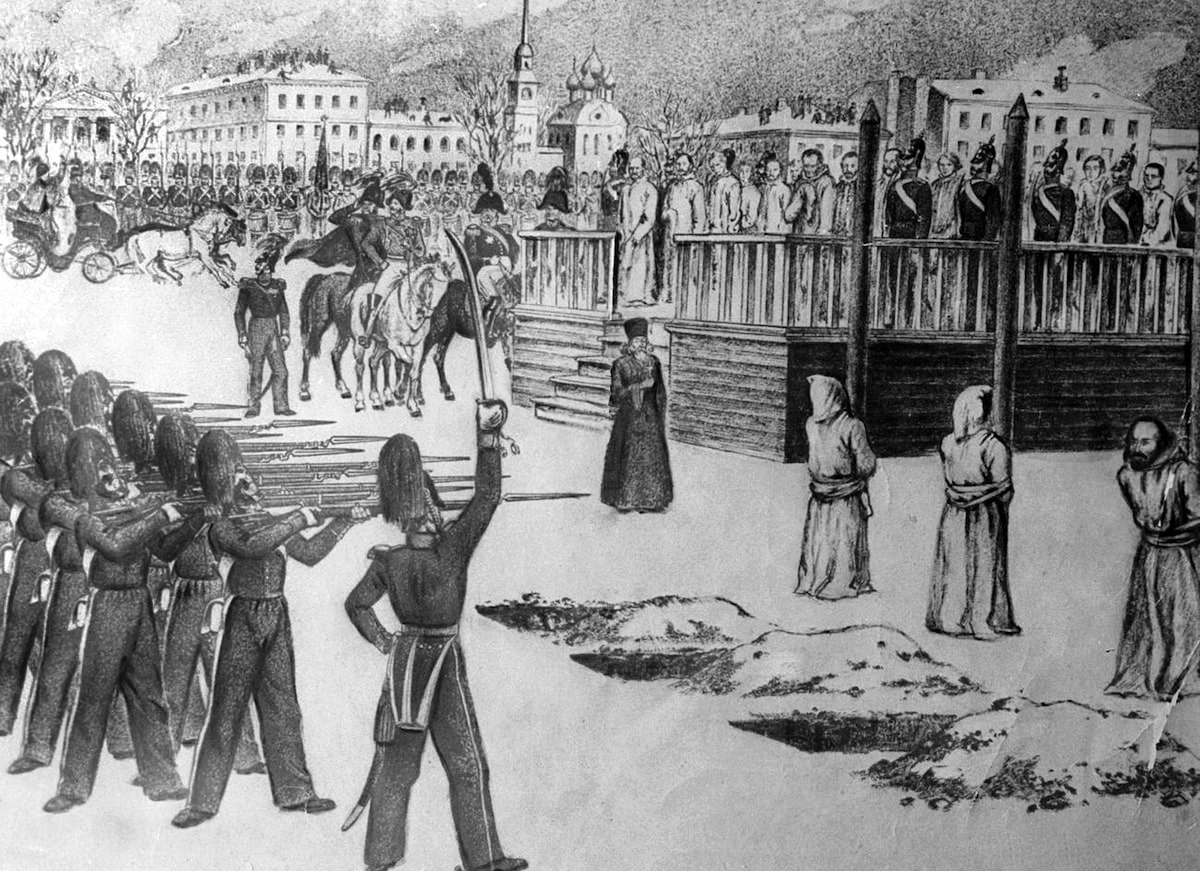
1849년 페트라솁스키 서클의 모의 처형을 묘사한 B. 포크롭스키의 스케치

하지만 1849년 4월 23일 도스토옙스키는 당시 러시아 제국에서 금지된 사상인 사회주의를 다루는 비밀 모임 '페트라솁스키 서클'에 가담한 죄로 체포되었다.
이로 인해 1849년 4월 28일  잡지 《조국 수기》의 편집장 안드레이 크라옙스키는 도스토옙스키의 이름을 빼는 조건으로 검열을 통과하여 《네토치카 네즈바노바》의 3부를 《조국 수기》 5월호에 싣는 데에 성공한다. 이후 도스토옙스키는 사형을 선고받으나, 사실 이는 모의 처형이였으며 도스토옙스키는 사형 대신 시베리아 유형과 병역 의무형을 선고받는다. 유형이 끝난 후에도 본 작품은 끝내 재집필되지 않았다.

## 참고 문헌
- 표도르 미하일로비치 도스또예프스끼 (2010년 5월 30일). 《네또츠카 네즈바노바》. 열린책들 세계문학 124. 번역 박재만. 열린책들. ISBN 9788932911243.
- 조혜경 (2008년 1월). “『네또츠까 네즈바노바』 연구: 주인공의 기억과 서사에 나타난 미의 가치 추구”. 《러시아어문학연구논집》 (한국러시아문학회) (29): 267-292.